# Sailor Venus
Sailor Venus (セーラーヴィーナス Sērā Vīnasu?) este una dintre personajele principale din Sailor Moon. Numele ei real este Minako Aino sau Mina Aino în versiunea engleză, o elevă veselă care se poate transforma întruna dintre luptătoarele Sailor Senshi. Sailor Venus este al cincilea membru Senshi care urma să fie descoperit de Sailor Moon, deși ea a fost prima care și-a descoperit puterile de Senshi. Ea servește ca lider al luptătoarelor Senshi pentru a o proteja pe Sailor Moon. Ea folosește puterile luminii și energiei de bază și utilizează de multe ori un lanț pentru a lupta corp la corp. Folosește și puterea dragostei. În manga și anime ea visează să fie un idol, întrucât în seria live-action personajul ei este făcut să fie deja un idol.

## Aspect
Minako Aino este o fată drăguță cu părul blond de culoarea bulbuciilor și ochi albaștri. Ea poartă o fundă roșie în păr, o bluză albă, cu un guler de marinar albastru, cravată de marinar roșie, fustă albastră, șosete albe și pantofi negri. În sezonul patru, ea poartă aceeași ținută dar singura diferență e că în loc de cravată roșie de marinar este o fundă albastră.